# Principato di Biscari
Il Principato di Biscari fu un dominio feudale esistito in Sicilia tra gli inizi del XVII secolo e gli inizi del XIX secolo. Il suo territorio corrispondeva all'odierno comune di Acate, nel libero consorzio comunale di Ragusa.

## Storia
Il casale di Biscari, nel Val di Noto, di probabile origine greca, fu dato dal re Carlo I d'Angiò a Gualtiero Pantaleone di Catania, che ne divenne signore con diploma concessogli il 25 gennaio 1300, come riconoscimento per la sua fedeltà e per i suoi servigi. Dopo la cacciata degli Angioini dalla Sicilia avvenuta con la Guerra del Vespro, che vide l'insediamento al trono dell'isola della Corona d'Aragona, questi la assegnarono ad Antonio Beneventano di Lentini, come ricompensa per aver combattuto nel loro esercito. Successivamente passò ai Lamia, anch'essi di Lentini, ai quali la terra venne confiscata nel 1392 dal re Martino I di Sicilia poiché il suo feudatario, Ruggero Lamia, vi si ribellò. Il sovrano aragonese assegnò Biscari al siracusano Giacomo Serra, ed essendo morto senza eredi, tornò nuovamente alla Corona che nel 1396 la assegnò a Nicolò Castagna. Il Castagna vendette la terra nel 1408 a Matteo Mazone, il quale la rivendette a Bernardo Cabrera, conte di Modica.
Biscari fece parte del territorio della Contea di Modica fino al 13 aprile 1416, quando venne assegnata al catanese Antonio Castello con il titolo di barone, il quale aveva avviato una lite giudiziaria contro il Cabrera, poiché ne reclamava il diritto in quanto figlio di Costanza Lamia. Con Guglielmo Raimondo Castello, III barone di Biscari e maestro razionale del Regno, nel XV secolo si verificò lo sviluppo demografico e urbanistico del casale, e di attività legate all'agricoltura, e lo stesso feudatario fece edificare un castello nel 1493. I Castello tennero il possesso del feudo fino al 1566, con Ferdinando, VIII barone di Biscari, morto senza eredi, e per diritto di successione passò alla sorella Francesca, moglie di Angelo Francesco Paternò, IV barone di Aragona, di Cuba e di Sparagogna.
La baronia di Biscari passò quindi ai Paternò, con Orazio, figlio di Francesca Castello, designato erede dalla madre nel 1576 a condizione che aggiungesse al suo il cognome e l'arma dei Castello. Si formò dunque il ramo dei Paternò Castello, coi quali la baronia di Biscari fu elevata a rango di principato a seguito dell'investitura del barone Agatino Paternò Castello a I principe di Biscari con privilegio datogli il 21 giugno 1633 dal re Filippo IV di Spagna. Al principe Agatino si devono l'edificazione dell'Abbazia di San Giuseppe (oggi Chiesa di San Vincenzo), la Chiesa di Santa Maria del Carmelo e la Chiesa Madre dedicata a San Nicolò. Aumentò il benessere della popolazione, facilitato dalla fertilità del terreno, dovuta in parte all'abbondanza delle acque del fiume Dirillo. Notevole sviluppo ebbero le attività agricole, in particolare le coltivazioni di canapa (esportata in molti paesi), frumento, orzo, cereali e riso, e quelle legate all'allevamento del bestiame.
Il Principato di Biscari fu tra le zone meno colpite della Sicilia sudorientale dal violento Terremoto del Val di Noto del 1693, che causò comunque danni all'abitato e la morte di 200 dei suoi abitanti.
I Paternò Castello possedettero il Principato di Biscari fino all'abolizione del feudalesimo avvenuto nel Regno di Sicilia il 10 agosto 1812, a seguito della promulgazione della Costituzione siciliana concessa dal re Ferdinando III di Borbone. Ultimo principe-feudatario de facto fu Vincenzo Paternò Castello Morso, il quale ebbe un seggio ereditario alla Camera dei pari del Regno di Sicilia come principe di Biscari. Ufficialmente, il principato esistette fino al 12 dicembre 1816, giorno in cui re Ferdinando I promulgò la legge n. 570, con la quale si procedette alla riorganizzazione amministrativa del neonato Regno delle Due Sicilie. Quindi, tecnicamente, l'ultimo principe-feudatario sarebbe stato Ignazio Paternò Castello Arezzo.
Il titolo di principe di Biscari e degli altri titoli sussidiari venne riconosciuto dal Regno d'Italia con D.M. del 22 dicembre 1901 a Roberto Vincenzo Paternò Castello Valery, X principe di Biscari, al quale, morto nel 1930 celibe e senza eredi, succedette il cugino Roberto Vincenzo Paternò Castello Rizzari.

## Cronotassi dei Principi di Biscari

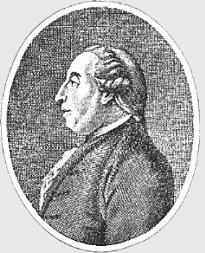
Ignazio Paternò Castello, V principe di Biscari (1719-1786)

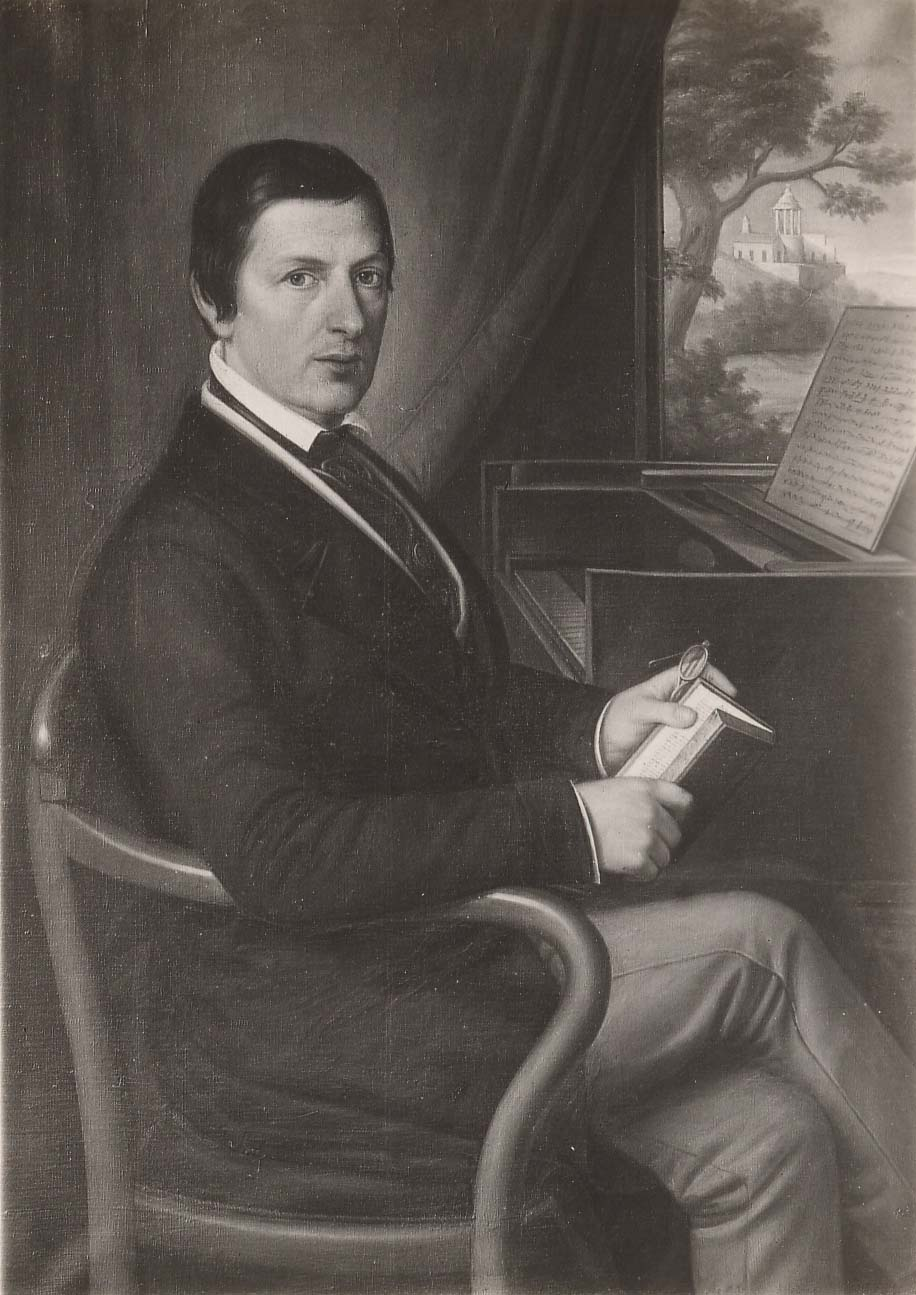
Roberto Paternò Castello, VIII principe di Biscari (1790-1857) ritratto da Giuseppe Gandolfo

### Periodo feudale
- Agatino Paternò Castello La Valle (1633-1675)
- Vincenzo Paternò Castello (1675)
- Ignazio Paternò Castello Gravina (1676-1699)
- Vincenzo Paternò Castello Paternò (1700-1749)
- Ignazio Paternò Castello Scammacca (1749-1786)
- Vincenzo Paternò Castello Morso (1786-1813)
- Ignazio Paternò Castello Arezzo (1813-1816)

### Periodo post-feudale
- Ignazio Paternò Castello Arezzo (1816-1844)
- Roberto Vincenzo Paternò Castello Arezzo (1844-1857)
- Francesco Vincenzo Paternò Castello Tedeschi (1857)
- Roberto Vincenzo Paternò Castello Valery (1857-1930)
- Roberto Vincenzo Paternò Castello Rizzari (1930-1946)
- Giuseppe Paternò Castello (1946–19??)
- Ignazio Paternò Castello (19??–1965)
- Roberto Paternò Castello (1965–2023)
- Ignazio Paternò Castello (dal 2023)